# St. Johns (Arizona)
St. Johns é uma cidade localizada no estado americano do Arizona, no condado de Apache, do qual é sede. Foi incorporada em 1946.

## Geografia
De acordo com o United States Census Bureau, a cidade tem uma área de 67,5 km², onde 67,1 km² estão cobertos por terra e 0,5 km² por água.

## Demografia
Segundo o censo nacional de 2010, a sua população é de 3 480 habitantes e sua densidade populacional é de 51,9 hab/km². Possui 1 476 residências, que resulta em uma densidade de 22 residências/km².